# Argentinische Badmintonmeisterschaft 2003
Die Argentinische Badmintonmeisterschaft 2003 fand vom 3. bis zum 4. August 2003 in Ezeiza statt. 

## Sieger und Platzierte
| Disziplin    | Gold                             | Silber                          | Bronze                          |
| ------------ | -------------------------------- | ------------------------------- | ------------------------------- |
| Herreneinzel | Joaquin Berrios                  | Santiago Bugallo                | Tomas Thouyaret                 |
| Herreneinzel | Joaquin Berrios                  | Santiago Bugallo                | Jean Boucher                    |
| Dameneinzel  | Soledad Pisonero                 | Clara Bertagno                  | Elizabeth Rosa                  |
| Herrendoppel | Joaquin Berrios Santiago Bugallo | Tomas Thouyaret Jean Boucher    | Oscar Malamud Facundo Fernandez |
| Herrendoppel | Joaquin Berrios Santiago Bugallo | Tomas Thouyaret Jean Boucher    | Roberto Bardeci Gastón Ansaldo  |
| Damendoppel  | Soledad Pisonero Alice Garay     | Nora Billard Elizabeth Rosa     | Laura Thouyaret Claudia Gorin   |
| Mixed        | Joaquin Berrios Laura Berrios    | Santiago Bugallo Clara Bertagno | Facundo Fernandez Alice Garay   |
| Mixed        | Joaquin Berrios Laura Berrios    | Santiago Bugallo Clara Bertagno | Roberto Bardeci Nora Billard    |